# 諾沃斯爾斯基冰川
諾沃斯爾斯基冰川（英語：Novosilski Glacier），是英國海外領土南喬治亞與南桑威奇群島的冰川，位於南喬治亞島南岸，長13公里、寬3.2公里，流經薩爾韋森山脈，最終注入諾沃斯爾斯基灣。